# 蓬斯科夫
蓬斯科夫（法語：Pont-Scorff，法語發音：[pɔ̃ skɔʁf]）是法国莫尔比昂省的一个市镇，位于该省西部略偏南，属于洛里昂区。

## 地理
蓬斯科夫（47°50'3"N, 3°24'11"W）面积23.5 平方千米，位于法国布列塔尼大區莫尔比昂省，该省份为法国西北部沿海省份，位于布列塔尼半岛南部，北起阿摩尔滨海省、西接菲尼斯泰尔省，南濒大西洋，东南接大西洋卢瓦尔省，东临伊勒-维莱讷省。
与蓬斯科夫接壤的市镇（或旧市镇、城区）包括：阿尔扎诺、克莱盖尔、科当、凯旺、热斯泰勒、吉代勒、雷代内。

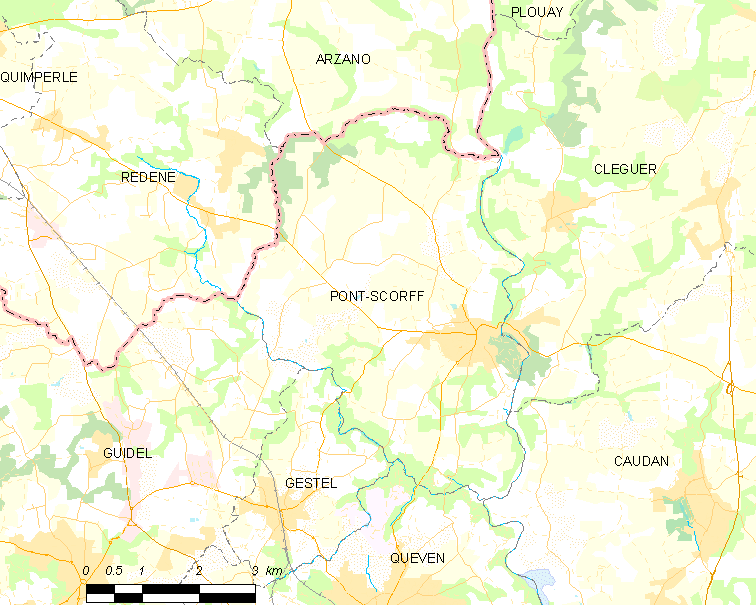
蓬斯科夫的OSM定位图

蓬斯科夫的时区为UTC+01:00、UTC+02:00（夏令时）。

## 行政
蓬斯科夫的邮政编码为56620，INSEE市镇编码为56179。

## 政治
蓬斯科夫所属的省级选区为吉代勒县。

## 人口

1962-2008年间蓬斯科夫人口变化图示

蓬斯科夫于2022年1月1日时的人口数量为4015人。